# 圣马丁德科内
圣马丹德科内（法語：Saint-Martin-de-Connée，法語發音：[sɛ̃ maʁtɛ̃ də kɔne]）是法国马耶讷省的一个旧市镇，位于该省东部偏北，属于马耶讷区。2021年，维马尔塞与邻近的2个市镇合并为新市镇奥尔特河畔维马丹。

## 地名
法语人名在日常人名译名以及《世界人名翻譯大辭典》、《法语姓名译名手册》等主流人名译名类书籍资料中多译作“马丁”，不过在《世界地名翻译大辞典》、《世界地名译名词典》和《法国地图册》等主流地名译名类书籍资料中多译作“马丹”。

## 地理
圣马丹德科内（48°12'49"N, 0°13'9"W）面积19.49 平方千米，位于法国卢瓦尔河地区大区马耶讷省，该省份为法国西北部内陆省份，北起芒什省和奧恩省，西接伊勒-维莱讷省，南至曼恩-卢瓦尔省，东临萨尔特省。
与圣马丹德科内接壤的市镇（或旧市镇、城区）包括：伊泽、埃尔沃河畔圣乔治、奥尔特河畔圣皮埃尔、圣托马-德库尔瑟里耶、维马尔塞。
圣马丹德科内的时区为UTC+01:00、UTC+02:00（夏令时）。

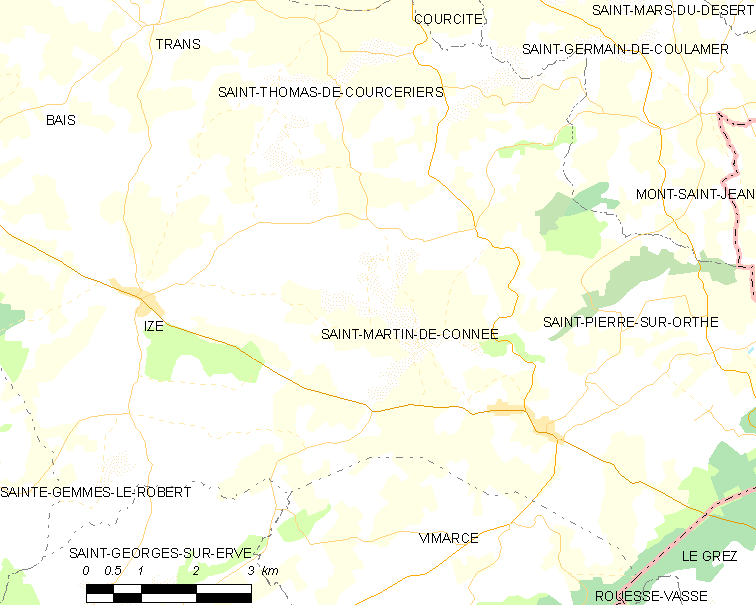
圣马丹德科内的OSM定位图

## 行政
圣马丹德科内的邮政编码为53160，INSEE市镇编码为53239。

## 政治
圣马丹德科内所属的省级选区为埃夫龙县。

## 人口

1962-2008年间圣马丹德科内人口变化图示

圣马丹德科内于2018年1月1日时的人口数量为421人。